# Monologue des larmes dans la pluie

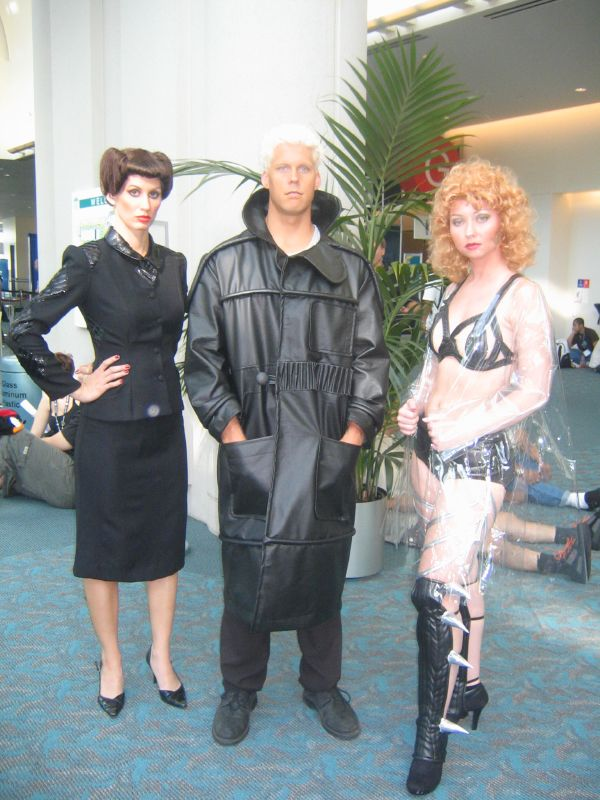
Cosplay de fans des personnages du film Blade Runner, déguisés en réplicants. De gauche à droite : Rachel, Roy Batty et Zhora. Le personnage Roy Batty récite le monologue des larmes dans la pluie.

Le monologue des larmes dans la pluie (en version originale : Tears in rain monologue ou C-Beams Speech) est une tirade déclamée par le personnage de Roy Batty (incarné par Rutger Hauer) dans le film Blade Runner (1982) du cinéaste Ridley Scott. Inspiré du scénario, modifié par Hauer de sa propre initiative, ce monologue est régulièrement cité dans les ouvrages de cinéma.
Pour le critique de cinéma Mark Rowlands (en), il s'agit « peut-être du soliloque mortuaire le plus émouvant de l'histoire cinématographique »,.

## Script et réécriture
Le film Blade Runner du cinéaste Ridley Scott sort officiellement dans les salles de cinéma en 1982. Vers la fin du film, le réplicant Roy Batty (Rutger Hauer) prononce un monologue devant Rick Deckard (Harrison Ford), quelques instants après lui avoir sauvé la vie, alors même que Deckard le pourchassait pour le tuer. La scène se déroule sous une pluie battante, quelques instants avant la mort de Batty. Il déclare, faisant des pauses dramatiques entre chaque phrase : 
« I've seen things you people wouldn't believe... Attack ships on fire off the shoulder of Orion... I watched C-beams glitter in the dark near the Tannhäuser Gate... All those moments will be lost in time, like... tears in rain. Time to die. »
« J'ai vu des choses que vous, humains, ne pourriez croire... Des navires de guerre en feu, surgissant de l'épaule d'Orion... J'ai regardé des rayons C briller dans l'obscurité, près de la Porte de Tannhäuser... Tous ces moments se perdront dans le temps... comme... des larmes dans la pluie... Il est temps de mourir. »
La traduction française présentée ci-dessus n'est pas celle qui a été retenue pour la version française du film, ni pour les sous-titres français de la version originale. Celle-là disait (pour des raisons de synchronisation entre le texte prononcé et l'image en gros plan de Batty) : 

« J’ai vu tant de choses que vous, humains, ne pourriez pas croire. De grands navires en feu surgissant de l’épaule d’Orion. J’ai vu des rayons fabuleux, des rayons C, briller dans l’ombre de la porte de Tannhäuser. Tous ces moments se perdront dans l'oubli... comme... les larmes... dans la pluie. Il est temps de mourir. »

Dans le documentaire Dangerous Days: Making Blade Runner, l'acteur Rutger Hauer, le cinéaste Ridley Scott et le scénariste David Webb Peoples confirment tous trois que Hauer a écrit l'essentiel du monologue,. Les premières versions du scénario comprennent la phrase « J'ai chevauché les dos d'un clignotant et observé des rayons C briller dans l'obscurité, près de la porte de Tannhäuser »,. Dans son autobiographie, Hauer affirme avoir coupé plusieurs phrases du monologue, ajoutant seulement : « Tous ces moments se perdront dans le temps, comme les larmes dans la pluie »,, alors que le scénario original (présenté durant le documentaire), avant que Hauer ne réécrive ce passage, ne mentionnait pas la « porte de Tannhäuser » :
« I have known adventures, seen places you people will never see, I've been Offworld and back...frontiers! I've stood on the back deck of a blinker bound for the Plutition Camps with sweat in my eyes watching the stars fight on the shoulder of Orion. I've felt wind in my hair, riding test boats off the black galaxies and seen an attack fleet burn like a match and disappear. I've seen it...felt it! »
« J'ai connu des aventures ; j'ai vu des endroits que vous humains ne verrez jamais ; j'ai voyagé dans les hors-mondes et suis revenu... frontières ! J'ai chevauché le dos d'un clignotant en partance pour les Camps de Plutition avec la sueur dans mes yeux, regardant les étoiles combattre sur les épaules d'Orion. J'ai senti le vent dans mes cheveux, naviguant sur des navires de tests dans les galaxies noires et j'ai vu une flotte d'attaque brûler comme une allumette et disparaître. Je l'ai vu... l'ai senti ! »
Hauer décrit ce passage comme une « langue d'opéra » et comme un « discours hi-tech » qui s'inscrit mal dans la trame du film. Alors, il l'a « taillé au couteau » le soir précédant le tournage de la scène, avec l'accord de Ridley Scott. S'inspirant du scénario, Hauer a donc modifié le passage, visant une expression plus fluide, plus réaliste et plus poignante,,. Lors d'un entretien avec Dan Jolin, Hauer explique que ces dernières paroles démontrent que Batty voulait « laisser sa marque dans l'existence [...] Le réplicant dans la scène finale, en mourant, montre à Deckard ce dont est fait un homme « authentique »,. Après que Hauer a fini la scène, l'équipe de tournage a applaudi et quelques membres ont pleuré.

## Accueil critique
Sidney Perkowitz (en), dans son livre Hollywood science, loue le monologue : « S'il existe un grand discours dans le cinéma de science-fiction, ce sont les derniers mots de Batty ». Il ajoute que le monologue « souligne le mélange des caractéristiques humaines du réplicant avec ses capacités artificielles ».

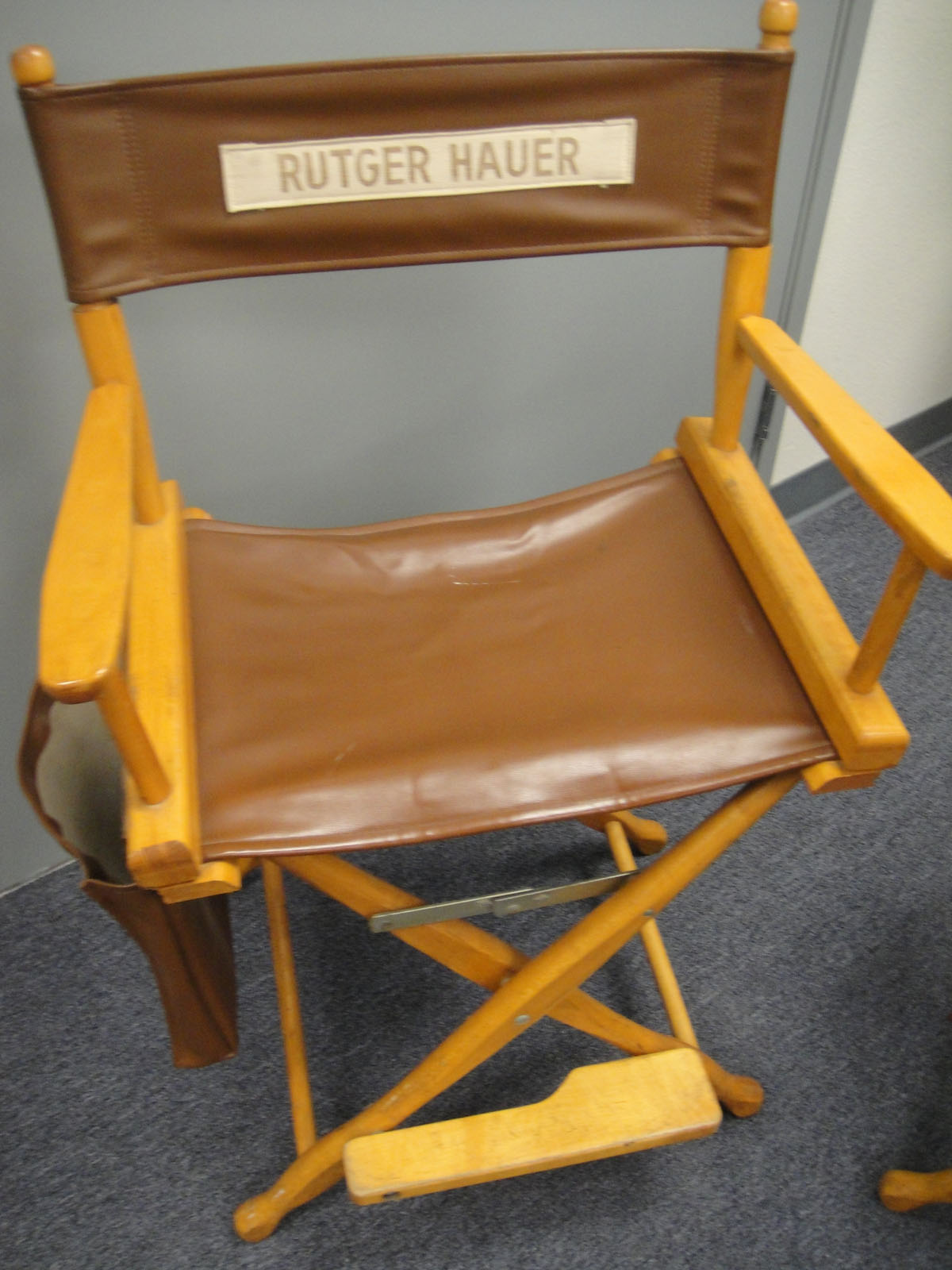
Fauteuil de réalisateur de Rutger Hauer.

Jason Vest, dans son ouvrage Future Imperfect: Philip K. Dick at the Movies, écrit : « La performance subtile de Hauer est bouleversante de par sa délicate évocation des souvenirs, des expériences et des passions qui ont guidé la courte existence de Batty ».
Dans un article publié dans The Guardian, le journaliste Michael Newton indique :

« Dans l'une des plus brillantes scènes du film, Roy et Deckard se poursuivent mutuellement à travers un appartement lugubre, jouant une impitoyable partie de cache-cache. Ce faisant, les similitudes entre les deux deviennent plus apparentes — les deux sont des chasseurs et des proies, les deux souffrent, les deux composent avec une main blessée, pliée de douleur. Si le film suggère une connexion que Deckard lui-même peut nier à ce moment, à la toute fin les doutes s'évanouissent. La vie de Roy se termine par un geste de pitié, un geste qui l'élève moralement au-dessus des institutions commerciales qui veulent sa perte. Si Deckard est incapable de se voir dans l'autre, Roy le peut. La colombe blanche qui s'envole, de façon peu plausible, au-dessus de lui au moment où il meurt, repousse peut-être les limites de la vraisemblance de par son symbolisme ; toutefois, selon moi, le film est digne de ce moment et y mène naturellement, suggérant que dans le réplicant, ainsi que dans la technologie de « réplication » du cinéma même, il y a encore de la place pour quelque chose d'humain. »

## La porte de Tannhäuser
Le film ne décrit pas la « porte de Tannhäuser » et la nouvelle de Philip K. Dick non plus. Ce nom fait référence à l'opéra Tannhäuser de Richard Wagner, une adaptation d'une légende allemande médiévale du chevalier et poète Tannhäuser. Ces mots ont été repris dans d'autres œuvres de science-fiction.
Joanne Taylor, dans un article sur le film noir et son épistémologie, apporte des observations sur la relation entre l'opéra de Wagner et l'allusion de Batty. Elle suggère que Batty se réclame du Tannhäuser de Wagner, un personnage tombé en disgrâce à la fois auprès des humains et de Dieu.

## Dans la culture populaire
Ce monologue est régulièrement cité dans les articles et les ouvrages sur le cinéma. 

Son influence peut être observée dans quelques ouvrages écrits. Tad Williams écrit dans son River of Blue Fire de 1998 (le second livre de la série Autremonde) : 

« J'ai vu des choses que vous humains ne pourriez croire [...] Des navires de combat en feu près des berges de l'océan Nonestic. J'ai observé les éclairs et les lueurs des tromblons magiques dans l'ombre près du palais de Glinda. Tous ces moments seront perdus à tout jamais dans le temps comme les larmes dans la pluie. »

Rosa Montero et Lilit Zekulin Thwaites assoient leur roman de science-fiction Tears in Rain (2012) dans un monde futuriste où les androïdes conscients d'eux-mêmes vivent parmi les humains. Le personnage principal, Bruna Husky, connaît sa mortalité de la même façon que Roy Batty et les autres réplicants du film. Bruna réfléchit régulièrement à la signification du monologue de Batty. Les androïdes du roman, comme ceux du film Blade Runner, sont des réplicants.
Dans le film de science-fiction Soldier (1998), le sergent Todd est un vétéran de la bataille de Tannhauser Gate,.
En outre, le monologue se trouve sur la dernière piste de la bande originale du film (album sorti en 1994).
Le monologue est adapté et déclamé sur le morceau Régions fédérées de l'album Stup Forever du groupe Stupeflip, paru en 2022.

### Citations originales
1. ↑  (en) « perhaps the most moving death soliloquy in cinematic history »
2. ↑  (en) « I rode on the back decks of a blinker and watched C-beams glitter in the dark, near the Tannhäuser Gate. »
3. ↑  (en) « All those moments will be lost in time, like tears in rain. »
4. ↑  (en) « Tannhäuser Gate »
5. ↑  (en) « opera talk »
6. ↑  (en) « hi-tech speech »
7. ↑  (en) « put a knife in it »
8. ↑  (en) « make his mark on existence ... the replicant in the final scene, by dying, shows Deckard what a real man is made of »
9. ↑  (en) « If there's a great speech in science fiction cinema, it's Batty's final words. »
10. ↑  (en) « underlines the replicant's humanlike characteristics mixed with its artificial capabilities »
11. ↑  (en) « Hauer's deft performance is heartbreaking in its gentle evocation of the memories, experiences, and passions that have driven Batty's short life. »
12. ↑  (en) « In one of the film's most brilliant sequences, Roy and Deckard pursue each other through a murky apartment, playing a vicious child's game of hide and seek. As they do so, the similarities between them grow stronger – both are hunter and hunted, both are in pain, both struggle with a hurt, claw-like hand. If the film suggests a connection here that Deckard himself might still at this point deny, at the very end doubt falls away. Roy's life closes with an act of pity, one that raises him morally over the commercial institutions that would kill him. If Deckard cannot see himself in the other, Roy can. The white dove that implausibly flies up from Roy at the moment of his death perhaps stretches belief with its symbolism; but for me at least the movie has earned that moment, suggesting that in the replicant, as in the replicated technology of film itself, there remains a place for something human. »
13. ↑  (en) « I've seen things you people wouldn't believe [...] Attack ships on the fire off the shores of the Nonestic Ocean. I watched magic blunderbusses flash and glitter in the dark near Glinda's palace. All those moments will be lost in time like tears in rain »